# Eduardo Lorier
Pour les articles homonymes, voir Lorier.
Eduardo Lorier (né le 10 septembre 1952 à Florida) est sénateur uruguayen et secrétaire général du Parti communiste (PCU). Il est tête de liste de la liste 1 001 du PCU aux élections générales de 2009 et est élu sénateur.

## Biographie
Ingénieur agronome, il milite depuis l'âge de 20 ans au PCU. Il est élu au conseil départemental de Florida en 1984 et réélu en 1989, devenant candidat du Front large pour la municipalité de Florida en 1994 et 2000. En mars 2005, il remplaça Marina Arismendi au Sénat, celle-ci étant nommée Ministre du Développement social du gouvernement Vázquez. Il s'opposa alors contre la majorité du Front large, en 2005, celui-ci ayant donné son accord à des opérations militaires prévues de longue date avec les États-Unis, les manœuvres UNITAS, prévues par le gouvernement Batlle et qui était aussi suivies par l'Argentine et le Brésil.